# Slunečná
Slunečná är ett berg i Tjeckien.   Det ligger i regionen Mähren-Schlesien, i den östra delen av landet, 220 km öster om huvudstaden Prag. Toppen på Slunečná är 800 meter över havet.
Terrängen runt Slunečná är platt åt sydväst, men åt nordost är den kuperad. Runt Slunečná är det ganska glesbefolkat, med 27 invånare per kvadratkilometer. Närmaste större samhälle är Bruntál, 16,7 km norr om Slunečná. Omgivningarna runt Slunečná är en mosaik av jordbruksmark och naturlig växtlighet.